# Eusébio (Ceará)
Eusébio é um município brasileiro do estado do Ceará, Região Nordeste do país. Localizado na Região Metropolitana de Fortaleza, a 24 quilômetros da capital, possui 79 km² de área territorial e uma população estimada em 74,170 habitantes, segundo estimativas do Instituto Brasileiro de Geografia e Estatística (IBGE) em 2022. A via de acesso é a CE-040 e CE-025.

## Etimologia
O topônimo Eusébio pode ser uma alusão a:
- um antigo morador, Seu Eusébio, dono de uma casa que servia de paragem, hospedando os comerciantes que transitavam em busca de realizar negócios na capital, Fortaleza[carece de fontes?].
- um ex-ministro da justiça e senador Eusébio de Queirós, autor da lei que extinguiu o tráfico de escravos no Brasil;[4]

Sua denominação original era Eusébio de Queiroz. Desde 1938 chama-se apenas Eusébio.

## História
As terras localizadas entre Aquiraz e Messejana ou entre os rios Pacoti e Coaçu eram habitadas pelos índios potyguara e outras tribos pertencentes ao tronco tupi como os jenipapo-kanyndé, junto a religiosos e militares portugueses, que vieram habitar a região visando catequizar os nativos e impedi-los de comercializar com outros povos europeus.
A presença portuguesa nessa região estabilizou-se nas primeiras décadas do Século XVII, e a casa (ficava entre a atual Praça 23 de julho e o atual Polo de Lazer) de seu Eusébio[carece de fontes?](um criador e comerciante de animais) virou um ponto de parada e descanso para os  comboieiros que vinham de Beberibe, Cascavel e Baixinha, para venderem gêneros alimentícios em Fortaleza, mais precisamente na estação de bonde. Talvez daí surgiu o nome do local e o potencial de Eusébio como ponto de paragem e entreposto de mercadorias.
Ao longo dos anos, o povoado às margens da estrada que ligava o Ceará e o Rio Grande do Norte - construída antes mesmo da chegada dos portugueses - manteve sua posição como ponto de parada.
Em 1933 era um distrito de Aquiraz, já chamado Eusébio, que então assumiu o nome de Eusébio de Queiroz.Em 1938 passou a chamar-se apenas Eusébio.
Já nos anos oitenta do Século XX, indústrias foram instaladas nessa região, fato que incrementou a economia local e acelerou o seu processo de emancipação como município em 1987 Com o antigo Prefeito Edson Sá. Nos dias de hoje o município de Eusébio faz parte da Região Metropolitana de Fortaleza.

## Geografia

### Clima
Tropical com pluviometria média de 1.532 mm com época chuvosa de Janeiro a Junho.

### Hidrografia e recursos hídricos
As principais fontes de água fazem parte da bacia dos rios Cocó e Pacoti, sendo a principal fonte o Rio Coaçu. Existem ainda diversas lagoas naturais, sendo as mais conhecidas as lagoas do Parnamirim e dos Pássaros.

### Relevo e solos
O relevo desse município e composto  de tabuleiros. As principais elevações possuem altitudes de menos que cem metros. Os solos da região são do tipo podzólico.

### Vegetação
A vegetação típica é de tabuleiro, com espécies próprias, da caatinga, de mata serrana; e próximo do litoral encontra-se uma vegetação de mangue.

## Subdivisão
Com a aprovação da Lei municipal nº: 1.800, de 21 de junho de 2021, o município passou a ser divido em 24 bairros listados a seguir:
- Amador
- Autódromo
- Cararu
- Centro
- Cidade Alpha
- Coaçú
- Coité
- Encantada
- Guaribas
- Jabuti
- Lagoinha
- Mangabeira
- Novo Portugal
- Olho D'água
- Parque Hawaí
- Pires Façanha
- Precabura
- Santa Clara
- Santo Antônio
- Tamatanduba
- Terral
- Timbú
- Urucunema
- Vereda Tropical

## Aspectos Socioeconômicos
A maior concentração populacional encontra-se na zona urbana. A sede do município dispõe de abastecimento de água, fornecimento de energia elétrica, serviço telefônico, agência de correios e telégrafos, serviço bancário, hospitais, hotéis e ensino de 1° e 2° graus.
A partir de Fortaleza o acesso ao município, pode ser feito por via terrestre através da rodovia estadual CE-040. As demais lugarejos, sítios e fazendas são acessíveis (com franco acesso durante todo o ano) através de estradas asfaltadas ou carroçáveis.
A economia local é baseada no turismo, empreendimentos imobiliários, empresas de prestação de serviços, indústrias diversas, com destaque para a indústria alimentícia. O extrativismo vegetal destaca-se também com a fabricação de carvão vegetal e extração de madeiras diversas para lenha e construção de cercas. O artesanato de redes, labirintos e bordados é uma fator gerador de renda. Na área de mineração existem a extração de diabásio para obtenção de brita para construção civil, a extração de argila e diatomito, para fabricação de tijolos. A pesca industrial é presente ao longo da costa marítima
.

### Indústria

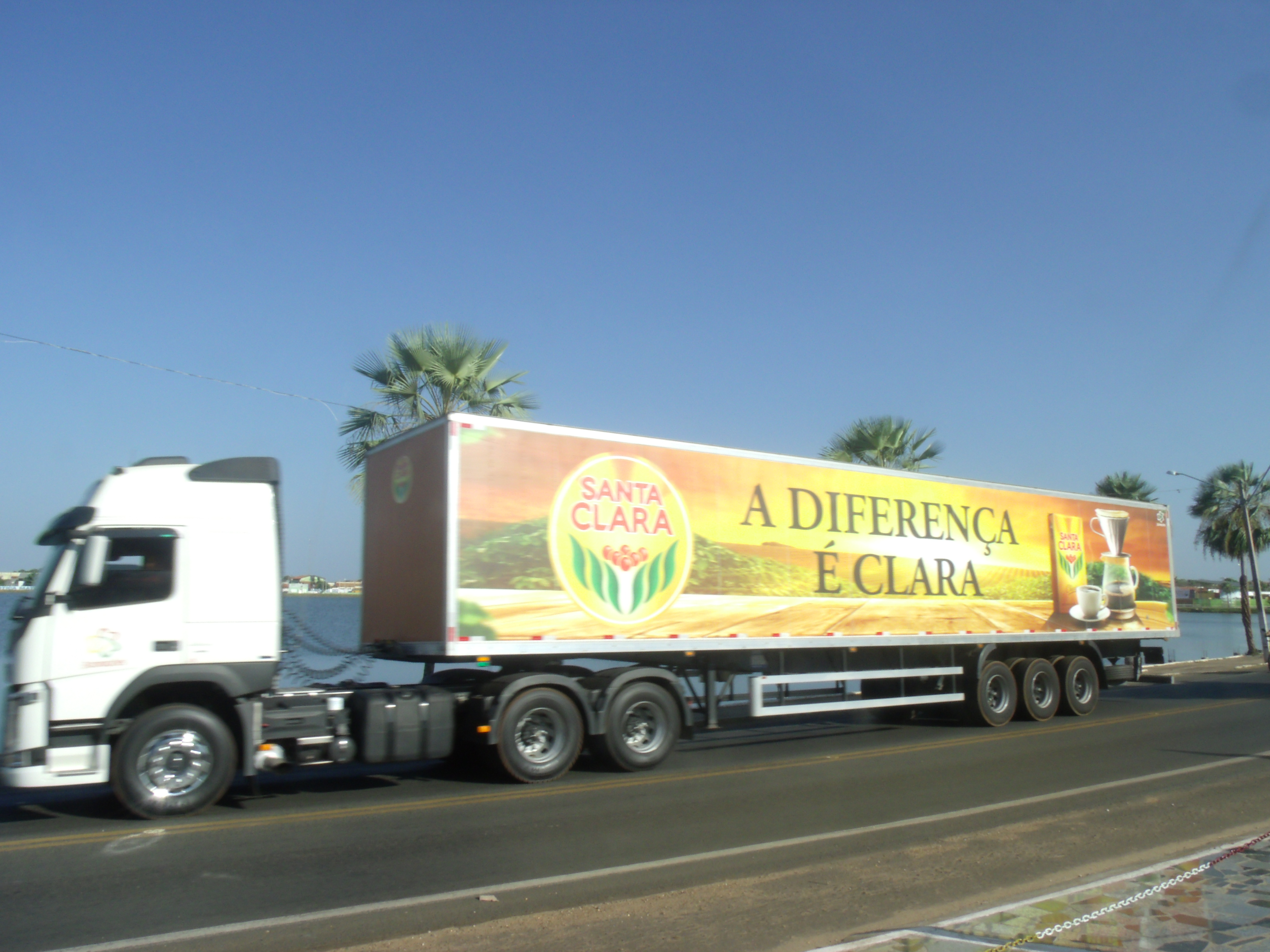
Carreta do Café Santa Clara, uma das marcas do grupo Três Corações Alimentos S.A..

Sedia o grupo empresarial de industrialização e comercialização de alimentos Três Corações Alimentos S.A..

### Turismo

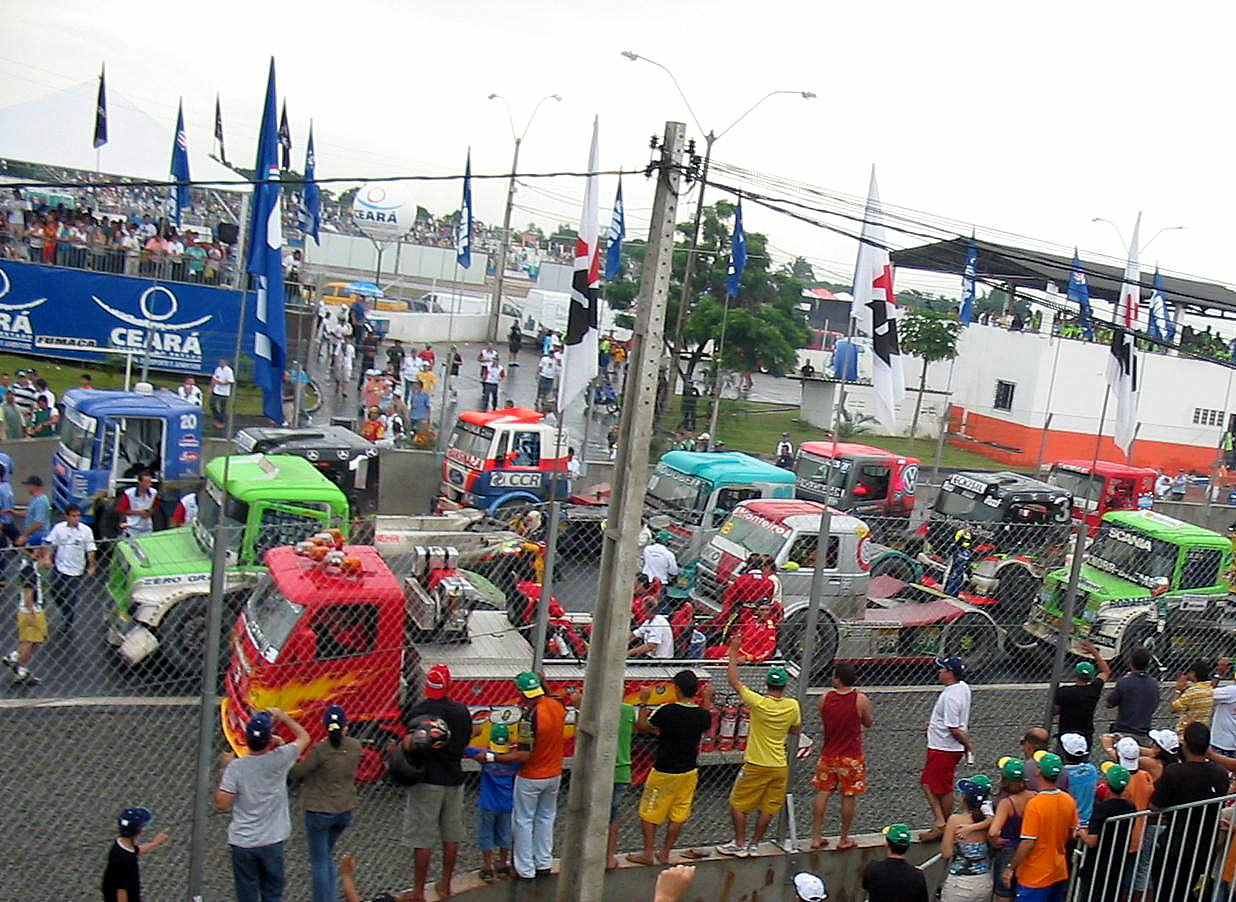
Caminhões da F-Truck no final da corrida no autódromo do Eusébio em 2006,

Cortado pela CE-040 e pela BR-116, é passagem obrigatória para os turistas que procuram as praias do litoral leste cearense. Apesar de ser localizada na região metropolitana de Fortaleza, Eusébio é tranquila como uma cidadezinha do interior, o que atrai o interesse de investidores do ramo imobiliário.
Para os amantes da velocidade, o município de Eusébio conta ainda com o autódromo internacional Virgílio Távora.
Como atrativos naturais há as lagoas do Parnamirim,  Eusébio (Polo de Lazer), da Precabura e o  rio Pacoti.
O turismo religioso também gera rendas para o município.

## Cultura e pessoas
Os principais eventos culturais são as festas da padroeira: Senhora Santana (26/07). A paixão de Cristo uma das maiores do Ceará. e as festas juninas que atrai gente de vários lugares.

## Política
O Primeiro Prefeito Foi Edson Sá PSDB Em 1989, e o atual é Acilon Gonçalves Pinto Júnior (PEN) em 2017.
Os Atuais Vereadores (2017) são: Nonato Xilito, Nildinho, Wanda Moraes, Fares Filho, Tarcísio da Cultura, Neila, Elenilson, Roberto Rocha, Michel Choquito e Paulo César, do Partido Ecológico Nacional (PEN); Cira, Ednardo Masseno e FRANÇA , do Partido Republicano Brasileiro (PRB); Tarcisinho Sá e Chico do Posto, do Partido do Movimento Democrático Brasileiro (PMDB).	

## Educação

### Ensino superior
O Município de Eusébio possui um Campus da Faculdade Christus, que oferta os cursos de graduação presenciais de Biomedicina, Direito, Enfermagem, Fisioterapia, Nutrição e Psicologia.
Além disso, Eusébio sedia a Fiocruz Ceará, que é o primeiro parque do Brasil que integra projetos de inovação tecnológica na produção de medicamentos, insumos e diagnósticos, para atender da saúde básica à medicina de alta complexidade e oferta à sociedade o Doutorado em Biotecnologia, Mestrado e Doutorado em Saúde da Família e Especializações em Epidemiologia e em Saúde e Ambiente.